# منتخب المجر لكرة الماء
منتخب المجر الوطني لكرة الماء هو المنتخب الذي يمثل المجر في منافسات كرة الماء للرجال، ويقوم إتحاد المجر لكرة الماء بإدارة شؤونه، يعتبر واحد من أفضل منتخبات كرة الماء في التاريخ حيث تمكن من الفوز ب15 ميدالية أولمبية و10 كؤوس عالم و21 مرة في بطولة أمم أوروبا.

## وصلات خارجية
- موقع الاتحاد المجري لكرة الماء